# Jarbas (mitologia)

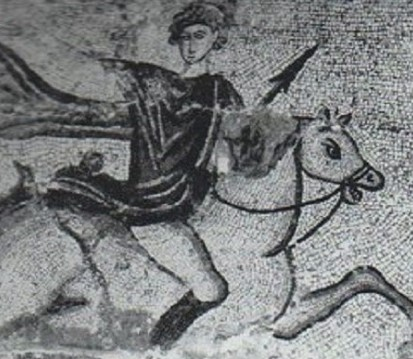

Jarbas é, na mitologia romana, rei dos getulos, população nômade que vivia perto de Cartago, no norte da África. O poeta romano Virgílio o apresenta, na Eneida, como filho de Júpiter Amom e de uma ninfa da região dos garamantes.
Sempre segundo Virgílio, ele teria, como outros chefes africanos, pedido Dido, rainha de Cartago, em casamento, mas esta repelira todas as propostas. Na versão da lenda anterior a Virgílio, narrada sobretudo por Macróbio (Saturnais, 5, 17, 5-6), Jarbas teria ameaçado Dido com a guerra, se ela se recusasse a desposá-lo.
Horrorizada com a nova união, Dido teria pedido um prazo de três meses, alegando que precisava acalmar, com sacrifícios, o espectro de seu primeiro marido, Siqueu, que fora morto pelo irmão da rainha, Pigmalião, rei de Tiro, para se apoderar de suas riquezas. No final desse prazo, ela teria subido a uma pira e se matado.
Na Eneida, Jarbas compara Eneias, por quem Dido se apaixonara, ao troiano Páris, como se Dido fosse sua mulher que Eneias teria raptado, como Páris havia tirado Helena de Menelau, rei de Esparta.  
Na continuação da Eneida que constitui o relato de Ovídio (Fastos, 3, 545-655), Jarbas vem atacar Cartago depois da morte de Dido e se apodera da cidade.
Se nada permite pensar que Jarbas era um personagem histórico, os getulos foram na história uma tribo nômade do norte da África, que se deslocava ao sul da região dos númidas. Ajudaram sobretudo os romanos em suas guerras contra Jugurta e Juba II, dois reis númidas. Também são encontrados, sempre como auxiliares, nas tropas de Mário e de Júlio César.